# Renault RS20
A Renault RS20 egy Formula–1-es versenyautó, melyet 2020-ban a Renault F1-es csapata versenyeztetett. Pilótái az ausztrál Daniel Ricciardo és a francia Esteban Ocon voltak.

## Áttekintés
A teszteken nagyon sokáig csak fekete próba-festéssel lehetett látni, tényleges, sárga-fekete festését az első, ausztrál nagydíjon mutatták volna csak be, ám ez a futam elmaradása miatt meghiúsult. 2021-ben az Alpine névre átkeresztelt csapat ennek a kasztninak az áttervezett változatával versenyzett.
Ez volt az utolsó Renault, melyet Nick Chester tervezett, helyét a McLarentől átigazolt Pat Fry vette át szezon közben. Közreműködött még Dirk de Beer is, aki 2013 után tért vissza egy williamses kitérő után. Külsőre a legjellegzetesebb áttervezett rész az orr, melynek vége egészen keskeny és lekerekített volt az eredeti tervek szerint, a végleges változatban pedig a Mercedes és a Racing Point megoldásához hasonlóan egy szélesebb kerek részben végződik.

## A szezon
Az előző évi kiábrándító eredmények után a csapat eltökélte, hogy megszerzi a konstruktőri harmadik helyet. Ebben valamennyien motiváltak voltak, Ricciardo pedig kijelentette, hogy fogadást kötött a csapatfőnök Cyril Abiteboul-lal: ha dobogós helyezést ér el, akkor a főnök fel kell, hogy varrasson magára egy általa kiválasztott mintájú tetoválást.
Az évad mindenesetre nem indult jól: Ricciardo kiesett, Ocon pedig csak a nyolcadik lett Ausztriában, a stájer nagydíjon pedig ugyanez lett a végeredmény, csak fordítva. Ezt követően azonban folyamatosan szerezték a pontokat, egyedül a spanyol versenyen nem sikerült egyiküknek sem ez. Így kiélezett verseny alakult ki a konstruktőri harmadik helyért a hasonlóan jól szereplő Racing Pointtal és a McLarennel. A szoros verseny miatt a Renault folyamatosan óvással élt a Racing Point RP20-as versenyautó szabályosságával szemben, ami eredményre vezetett. Ricciardo kétszer is dobogót szerzett: először a Nürburgringen, majd Imolában lett harmadik, Ocon pedig a drámai befutójú szahír nagydíjon lett második. Végül a csapatnak meg kellett elégednie az ötödik pozícióval.
Fernando Alonso is kipróbálhatta az autót, aki a "fiatal versenyzők" év végi tesztjén vihette először pályára (valójában azért vehetett rajta részt, mert az évad során nem vezetett Formula–1-es nagydíjon).

## Eredmények
| Év   | Csapat                   | Motor             | Abroncs | Versenyzők       | Nagydíjak | Nagydíjak | Nagydíjak | Nagydíjak | Nagydíjak | Nagydíjak | Nagydíjak | Nagydíjak | Nagydíjak | Nagydíjak | Nagydíjak | Nagydíjak | Nagydíjak | Nagydíjak | Nagydíjak | Nagydíjak | Nagydíjak | Pont | Helyezés |
| Év   | Csapat                   | Motor             | Abroncs | Versenyzők       | AUT       | STY       | HUN       | GBR       | 70        | ESP       | BEL       | ITA       | TUS       | RUS       | EIF       | POR       | EMI       | TUR       | BHR       | SAK       | UAE       | Pont | Helyezés |
| ---- | ------------------------ | ----------------- | ------- | ---------------- | --------- | --------- | --------- | --------- | --------- | --------- | --------- | --------- | --------- | --------- | --------- | --------- | --------- | --------- | --------- | --------- | --------- | ---- | -------- |
| 2020 | Renault DP World F1 Team | Renault E-Tech 20 | P       | Daniel Ricciardo | KI        | 8         | 8         | 4         | 14        | 11        | 4         | 6         | 4         | 5         | 3         | 9         | 3         | 10        | 7         | 5         | 9         | 181  | 5.       |
| 2020 | Renault DP World F1 Team | Renault E-Tech 20 | P       | Esteban Ocon     | 8         | KI        | 14        | 6         | 8         | 13        | 5         | 8         | KI        | 7         | KI        | 8         | KI        | 11        | 9         | 2         | 7         | 181  | 5.       |

- † – Nem fejezte be a futamot, de rangsorolva lett, mert teljesítette a versenytáv 90%-át.

Félkövérrel jelölve a leggyorsabb kör

## Fordítás
- Ez a szócikk részben vagy egészben  a   Renault R.S.20 című angol Wikipédia-szócikk ezen változatának fordításán alapul.  Az eredeti cikk szerkesztőit annak laptörténete sorolja fel. Ez a jelzés csupán a megfogalmazás eredetét és a szerzői jogokat jelzi, nem szolgál a cikkben szereplő információk forrásmegjelöléseként.